# Palma Soriano
Palma Soriano ist eine Stadt und ein Municipio in der Provinz Santiago de Cuba im Süd-Osten Kubas und nördlich der Provinzhauptstadt. Die Stadt hat 71.180 Einwohner auf einer Fläche von 846 km². Im Ballungsraum der Stadt leben 123.289 Menschen (Zensus 2012).
Das Municipio unterteilt sich neben der Stadt selbst in die Ortschaften Alto Cedro, Caney del Sitio, Guaninao, José Martí, Juan Barón, La Concepción, Las Cuchillas, Los Dorados, Norte, Palmarito de Cauto, San Leandro, San Ramón, Santa Filomena und Sur.
Die Stadt Palma Soriano liegt an den Ufern des Río Cauto. Aus umliegenden Haziendas gründete sich 1825 die Stadt. Hier starb im Jahr 1895 der kubanische Freiheitskämpfer José Martí beim Kampf von Dos Ríos im kubanischen Unabhängigkeitskrieg.
Im Oktober 2012 wurde Palma Soriano vom Hurrikan Sandy verwüstet. Nach offiziellen Angaben wurden 43 Prozent aller Wohnungen beschädigt, womit es nach der Provinzhauptstadt selbst das am stärksten von der Naturkatastrophe betroffene Municipio der Provinz Santiago de Cuba war. Am Wiederaufbau waren internationale Hilfsorganisationen wesentlich beteiligt.

## Persönlichkeiten
- Francisco Gómez (* 1954), Leichtathlet
- Ana Fidelia Quirot (* 1963), Mittelstreckenläuferin
- Orestes Kindelán (* 1964), Baseballspieler und -trainer
- Estela Rodríguez (1967–2022), Judoka
- José Daniel Ferrer (* 1970), Dissident und Menschenrechtsaktivist
- Mario Kindelán (* 1971), Amateurboxer
- Enorbel Márquez-Ramirez (* 1974), deutsch-kubanischer Baseballspieler und -trainer
- Wilman Villar Mendoza (1980–2012), Dissident und politischer Gefangener
- Mey Vidal (* 1984), Reggaetonsängerin und -songschreiberin
- Alejandro Parada (* 2004), Weitspringer